# 景雪竹
景雪竹（1975年4月20日—）是中国跳高运动员。
1985年进北京昌平体校；1994年进北京队。2001年九运会女子跳高冠军。在2003年大学生运动会上，她得第12名；在2005年亚洲锦标赛上，她得银牌。她也参加了2004年夏季奥林匹克运动会，未能晋级决赛。
她的个人最好一跳是1.94米（6.4英尺），2004年5月在石家庄取得。

## 外部連結
- 景雪竹在的頁面